# Rejon perwomajski (obwód charkowski)
Rejon perwomajski (ukr. Первомайський район) – dawna jednostka administracyjna wchodząca w skład obwodu charkowskiego Ukrainy.
Utworzony w 1965, miał powierzchnię 1225 km² i liczył 20 tysięcy mieszkańców. Siedzibą władz rejonowych byłPerwomajśkyj.
Na terenie rejonu znajdowało się 18 silskich rad, liczących w sumie 50 wsi i 8 osad.
Zlikwidowany 19 lipca 2020 roku w ramach reformy administracyjnej. Jego ziemie weszły w skład nowego rejonu łozowskiego.